# Yagi antenna

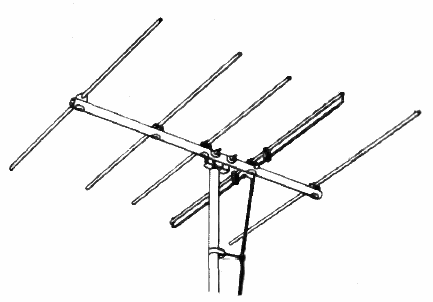
Yagi antenna

A Yagi-Uda antenna, vagy általánosabban használt nevén Yagi antenna, parazita sugárzókat tartalmazó, sugárcsatolású iránysugárzó antenna. Általában félhullámhoz közeli hosszúságú elemekből épül fel, de ritkán előfordul ettől eltérő méretezés is. Napjainkban is széleskörűen használt antennatípus.
Parazita sugárzóval először 1926-ban S. Uda a Tohoku Egyetem professzora kísérletezett, eredményeit pedig H. Yagi közölte angol nyelven. A róluk elnevezett Yagi-Uda antenna is a parazita sugárzót tartalmazó antennák nagy családjába tartozik.
Mechanikailag egyszerű felépítéséhez képest viszonylag nagy antennanyereséget lehet vele elérni.

## Felépítése[1]
A Yagi antennák felépítésüket tekintve 3 fő részre oszthatóak:
Gerjesztési centrum - mivel ebben a részben van a primer sugárzó, és a primer sugárzóhoz legközelebbi parazita sugárzók, leginkább ez a része határozza meg az antenna talpponti tulajdonságait, és sugárzási hatásfokát. Az antenna talpponti impedanciájára különösen drasztikus hatással van az 1. direktor távolságának megváltoztatása.
Átmeneti zóna - ez a része biztosítja a gerjesztési centrum és a hullámcsapda közötti megfelelő csatolást. Ebben a zónában minimum 1 direktor van, ennek a helyzete, valamint a hullámcsapda megfelelő távolsága adja az optimális csatolást. Jelentős hatást gyakorol az antenna talpponti tulajdonságaira, valamint a sugárzási karakterisztikára is.
Hullámcsapda - egymástól λ/4 távolságra elhelyezett direktorokból áll. Az elemek száma befolyással van az antenna iránykarakterisztikájára, nyereségére. További direktorok hozzáadása az antenna talpponti tulajdonságaira kis hatást gyakorol.

## A Yagi antenna nyeresége
A Yagi antennával elérhető nyereség elméleti határértéke 14 dB. A nyereség leginkább az elemszámtól függ. Az elemszám meghatározza a Yagi antenna relatív hosszúságát. A relatív hosszúság függvényében az antenna nyeresége optimális elrendezés esetén:
Különféle elemszámok esetén az iránykarakterisztikájuk a következőként alakul:
A talajreflexió a Yagi-antennák iránykarakterisztikájára is hatással van.

## Méretezése[1]
A Yagi antennák méretezése meglehetősen bonyolult, komplex matematikai számításokat igényel. Méretezésükhöz nem sikerült pontos számítási eljárást kidolgozni. Terjedelmes kísérleti vizsgálatok már megcáfoltak néhány korábbi elképzelést. Bizonyossá vált, hogy nagy elemszámú Yagi antenna is építhető, hogy megfeleljen az alábbi kritériumoknak:
- talppontjában a tápláló kábel hullámimpedanciájával azonos ellenállást kapjunk
- nagy nyereség mellett viszonylag nagy legyen az antenna sávszélessége is.

Ismerünk néhány általános szabályt, amelynek alapján behatárolhatjuk az antennaelemek méretét, és a köztük lévő távolságokat.
Néhány szabály a reflektorra:
- a reflektornak körülbelül 5%-kal hosszabbnak kell lennie, mint a sugárzónak
- a legnagyobb nyereség 0.12λ – 0.15λ reflektortávolság esetén kapható
- a legnagyobb sávszélességet 0.2λ – 0.3λ reflektortávolság esetén kapjuk
- több hangolt reflektorral nem kapunk észlelhető javulást

Néhány szabály a direktorokra:
- a direktorok távolsága 0.15λ - 0.25λ körüli
- 0.3λ direktortávolságnál nagyobb távolság már árnyékoló hatást fejt ki.
- a direktorok hossza 0.43λ - 0.46λ körüli

Néhány szabály az antennaelemek vastagságára:
- Minél vastagabbak az antennaelemek, annál nagyobb a sávszélesség és a talpponti ellenállás
- Minél vastagabbak az antennaelemek, annál inkább csökken a rezonanciafrekvenca.

A direktorok hosszára is van egy irányelv a direktorok száma alapján:
Az olcsó antenna-analizátorok megjelenése viszont lehetőséget nyújt, hogy meghatározott irányértékek szerint méretezett antennaelemeket összeépítsünk, helyzetük beállításával pedig finomhangoljuk a rendszert.
A gerjesztési centrum egy sugárcsatolású antenna, méretezése az arra vonatkozó irányelvek szerint megoldható.
A hullámcsapda méretezése a legegyszerűbb, mivel ez a rész egymástól λ/4 távolságra elhelyezett direktorokból a legoptimálisabb.
A legnehezebb feladat az átmeneti zóna méreteinek beállítása. A cél a talpponti ellenállás megfelelő értékre való beállítása. Antennamérő készülékkel folyamatosan figyelve kell beállítani a hullámcsapda és az átmeneti zónában lévő direktor távolságát, valamint a gerjesztési centrum direktorának helyét.

## Emeletes Yagi antenna
Minél tovább növeljük egy Yagi antenna elemszámát, az újabb elemek egyre kisebb nyereségnövekedést eredményeznek. 10 elemszámnál hosszabb antenna esetén érdemesebb 2 Yagi antennát párhuzamosan kapcsolni, és úgy kialakítani, hogy a 2 antenna egymás fölött legyen. A 2 Yagi antenna szintkülönbségére a következő irányértékek a legoptimálisabbak:
| Az antennák elemszáma | A szintek távolsága (λ) |
| --------------------- | ----------------------- |
| 3                     | 0.70                    |
| 4                     | 0.77                    |
| 5                     | 0.86                    |
| 6                     | 0.95                    |
| 7                     | 1.00                    |
| 8                     | 1.13                    |
| 9                     | 1.20                    |
| 10                    | 1.30                    |

### Az emeletes Yagi antennákra vonatkozó irányelvek
A 2 antennának egyformának kell lenie. Ebből következik, hogy az eredő talpponti impedanciájuk a párhuzamos kapcsolásból adódóan {\displaystyle {\frac {1}{Z_{0}}}={\frac {1}{Z_{1}}}+{\frac {1}{Z_{2}}}}, tehát egy-egy antenna talpponti ellenállását úgy kel beállítani, hogy {\displaystyle Z_{1}=Z_{2}=2Z_{0}} legyen. Ha például azt szeretnénk, hogy az antennarendszer eredő ellenállása 50Ω legyen, akkor egy-egy antennát 100Ω talpponti ellenállásra kell méretezni.
A két antennát Z0 hullámellenállású párhuzamos érpárral kell összekötni, és a megtáplálást pontosan a párhuzamos érpár felénél kell hozzákapcsolni. A párhuzamos érpár lehet tetszőleges hosszúságú, de minden esetben pontosan a felénél kell megtáplálni.
Azonos fázisú gerjesztést kell megválósítani, tehát az egyik antenna jobboldali dipólfelét a másik antenna jobboldali dipólfelével kell összekötni, a baloldali dipólfelet pedig a baloldali dipólféllel.